# Аріан мангровий
Аріа́н мангровий (Amazilia boucardi) — вид серпокрильцеподібних птахів родини колібрієвих (Trochilidae). Ендемік Коста-Рики. Вид названий на честь французького орнітолога Адольфа Букара

## Опис

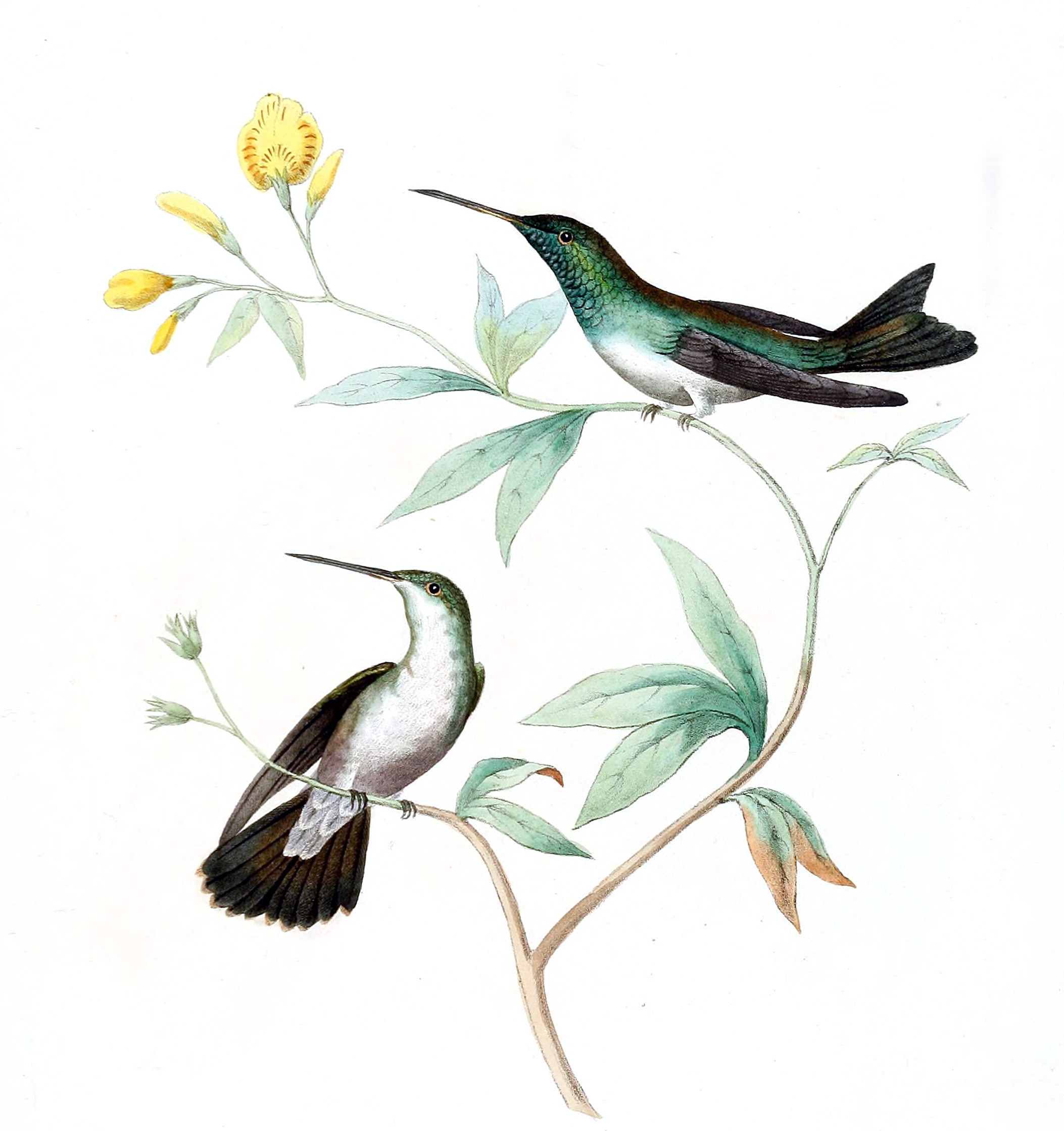
Мангрові аріани

Довжина птаха становить 9,5-11 см, вага 4,5 г. У самців верхня частина тіла золотисто-зелені або бронзово-зелені. Підборіддя, горло і груди у них синьо-зелені, блискучі, пера на підборідді у них мають білі краї. Живіт білуватий, боки бронзово-зелені, нижні покривні пера хвоста білі. Хвіст дещо роздвоєний, бронзово-зелений, крайні стернові пера мають чорнуваті кінчики і краї. Дзьоб дещо вигнутий, чорний, знизу біля основи червонуватий.
У самиць нижня частина тіла переважно біла, горло і боки поцятковані зеленими плямками. Крайні стернові пера у них мають сіруваті кінчики. Забарвлення молодих птахів є подібне до забарвлення самиць, однак нижня частина тіла у них більш сірувата.

## Поширення і екологія
Мангрові аріани мешкають у вузькій прибережній смузі на тихоокеанському узбережжі Коста-Рики, від затоки Нікоя до затоки Дульсе. Вони живуть в мангрових лісах, переважно в заростях Pelliciera rhizophorae, іноді у прилеглих вторинних лісах та в заростях на піщаних мілинах. Живляться нектаром квітучих мангрових рослин, нектаром Inga, Heliconia і Maripa на прилеглих лісових галявинах, а також комахами. Сезон розмноження у мангрових аріанів триває з жовтня по лютий. Гніздо чашоподібне, робиться з рослинних волокон, павутиння і лишайників, розміщується в мангрових заростях, на висоті від 1 до 4 м над землею. В кладці 2 яйця.

## Збереження
МСОП класифікує цей вид як такий. що перебуває під загрозою зникнення. За оцінками дослідників, популяція мангрових аріанів становить від 1500 до 7000 дорослих птахів. Їм загрожує знищення природного середовища.